# 立野駅 (熊本県)

ホーム概略図（震災前まで）

立野駅（たてのえき）は、熊本県阿蘇郡南阿蘇村大字立野にある、九州旅客鉄道（JR九州）・南阿蘇鉄道の駅である。
JR九州の豊肥本線と、南阿蘇鉄道の高森線の2路線が乗り入れる。高森線は当駅が起点である。JR豊肥本線はスイッチバック構造となっており、ななつ星 in 九州を除く全ての特急・普通列車が停車する。

## 歴史
- 1916年（大正5年）11月11日：宮地軽便線肥後大津 - 当駅間延伸開業に伴い、同線の終着駅として開業[3][4]。
- 1918年（大正7年）1月25日：宮地軽便線、当駅 - 宮地駅間を延伸開業。
- 1922年（大正11年）9月2日：宮地軽便線が宮地線に改称[3]。
- 1928年（昭和3年）
  - 2月12日：宮地線の支線として当駅 - 高森間を開業する[5]。
  - 12月2日：宮地線宮地 - 犬飼線玉来間開業、宮地線・犬飼線と合わせて豊肥本線に改称すると共に宮地線支線立野 - 高森間を高森線に分離[3]。
- 1971年（昭和46年）10月1日：貨物取扱廃止[4]。
- 1984年（昭和59年）2月1日：荷物扱い廃止[4]。
- 1986年（昭和61年）
  - 4月1日：高森線が南阿蘇鉄道に転換[3][5]。
  - 11月1日：国鉄の駅が駅員無配置駅となる[6]。
- 1987年（昭和62年）4月1日：国鉄分割民営化に伴い、国鉄の駅は九州旅客鉄道（JR九州）の駅となる[3][4]。
- 2012年（平成24年）7月12日：九州北部豪雨により不通となったが、同年7月24日に当駅を含む区間は運転を再開した[7]。
- 2013年（平成25年）4月1日 - JR立野駅、南阿蘇鉄道に簡易委託の駅員配置を解除[8]。再びJR立野駅は無人駅化。

- 2016年（平成28年）4月14日：熊本地震によって発生した土砂災害により休止。
- 2020年（令和2年）8月8日：肥後大津駅 - 阿蘇駅間の運転再開に伴いJRのみ営業再開[9][10]。
- 2023年（令和5年）
  - 3月31日：新駅舎が完成[11][12]。
  - 7月15日：南阿蘇鉄道高森線当駅 - 中松間の運転を再開。南阿蘇鉄道の列車が当駅を介してJR・肥後大津駅への直通運行開始[11][13]

## 駅構造
島式ホーム1面2線を有するJR九州と単式ホーム1面1線を有する南阿蘇鉄道の共同使用する地上駅（橋上駅）。無人駅だが駅舎にはエレベーターやスロープを設け、トイレも待合室階とホーム階（多目的トイレは待合室階）に設置されている。

### のりば
| のりば           | 路線             | 方向             | 行先               | 備考                                                |
| 南阿蘇鉄道ホーム | 南阿蘇鉄道ホーム | 南阿蘇鉄道ホーム | 南阿蘇鉄道ホーム   | 南阿蘇鉄道ホーム                                    |
| ---------------- | ---------------- | ---------------- | ------------------ | --------------------------------------------------- |
| -                | ■高森線          | 下り             | 白川水源・高森方面 | 高森線内終始発ホーム JR線直通列車はJRのりばから発着 |
| JR九州ホーム     |                  |                  |                    |                                                     |
| 1                | ■豊肥本線        | 上り             | 肥後大津・熊本方面 | 高森線から豊肥線直通列車ホーム                      |
| 2                | ■豊肥本線        | 下り             | 阿蘇・大分方面     | 豊肥線から高森線直通列車ホーム                      |

JR・立野駅ホーム
島式ホーム1面2線を有する地上駅である。JRホームとは駅舎から下階に降りて構内踏切渡って連絡している。震災前は駅前広場から連絡階段を下って右手のJR駅舎内・構内踏切渡ったところにホームと繋がっていた。震災後の復旧工事前のホームは120mの長さがあったが、復旧工事の際に91mへと短縮されたほか、損傷のあった上屋も新しいものに取り替えた。また、待合室のあった駅舎は2020年3月に取り壊されており、駅舎内にあった自動券売機もホーム上に移された。構内踏切は留置線に行く列車や列車逸脱防止のために設定、現在は前述の列車逸脱防止に加え南阿蘇鉄道（高森線）から1番のりば（肥後大津方面）へ乗り入れる列車対策も兼ねている。
南阿蘇鉄道・立野駅ホーム
単式ホーム1面1線を有する地上駅である。2023年改築した南阿蘇鉄道ホームは駅舎から下階に降りた連絡階段裏手にある。ホームの西側（JRホーム方向）に留置線と豊肥線との接続ポイントがある。南阿蘇鉄道ホーム内には震災前同様に駅事務室とトロッコ列車切符売り場を設置している。震災前の高森線ホームは（JR同様に）駅前広場から連絡階段を下って左手のにあり高森線ホーム上に南阿蘇鉄道立野駅本屋が建っていた、こちらもJRの駅本屋と同時期に解体された。

### スイッチバック

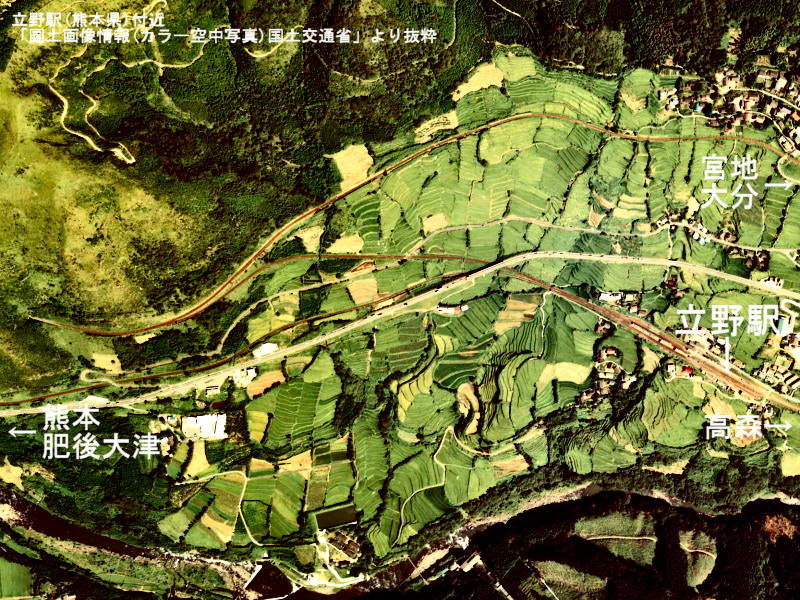
駅周辺航空写真。スイッチバックの様子が良く分かる。

当駅と赤水駅間は約8kmの距離であるが、標高差が約190mあることから、勾配緩和のためのスイッチバックが設けられている。当駅の駅舎およびホームはスイッチバック構造の底点に位置しているため、駅舎から入ってホーム右側（1番線）に熊本方面行きが、ホーム左側（2番線）に大分方面行きが発着する。
熊本方面から来た列車は当駅（スイッチバック底点）で進行方向を変えて後進し、スイッチバック頂点（転向線）に向かう。頂点でさらに進行方向を変えて前進し、大分方面に向かう。
なお、JR九州の駅でスイッチバックのある駅はこの立野駅のほかに、肥薩線の大畑駅・真幸駅があるが（いずれも通過不可能型スイッチバック駅）、2020年8月8日以降、定期列車が運行されているのは当駅のみである。

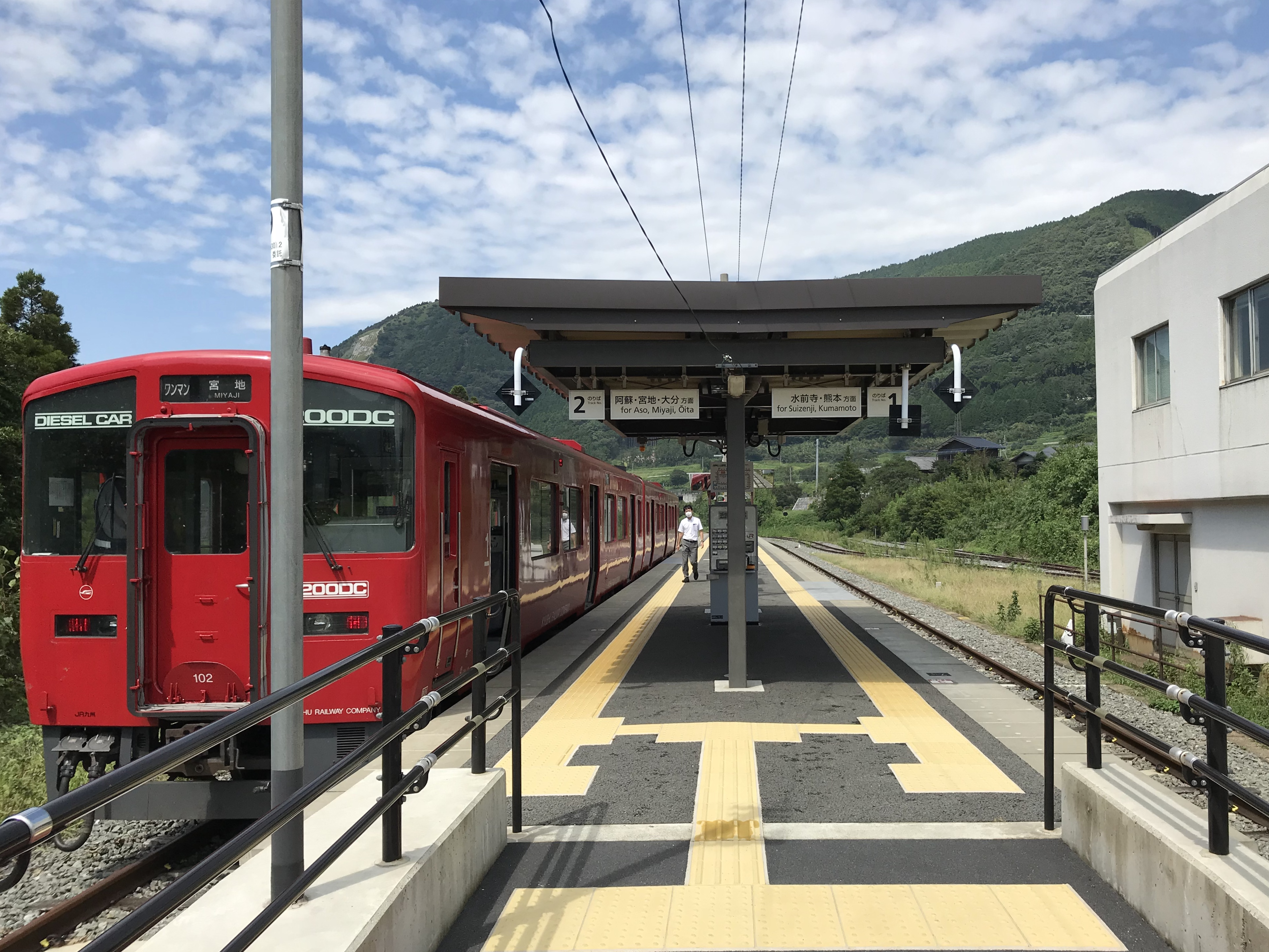
JRホーム（震災後）
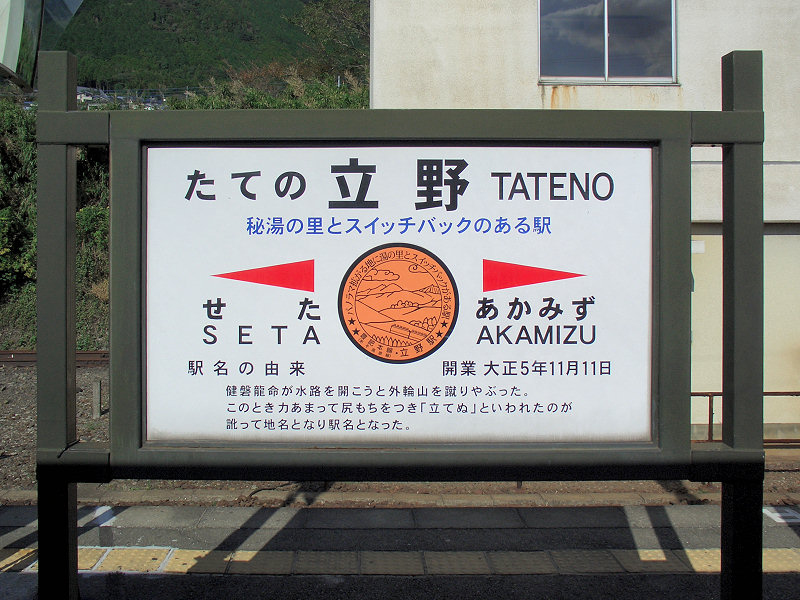
阿蘇山とスイッチバックにちなんだJR駅名標
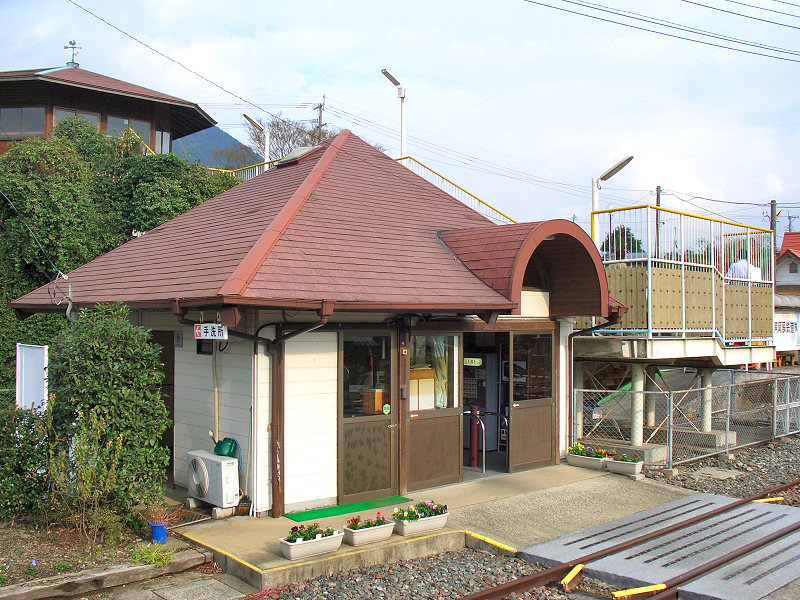
JR立野駅・二代目駅舎（解体済み[14]）
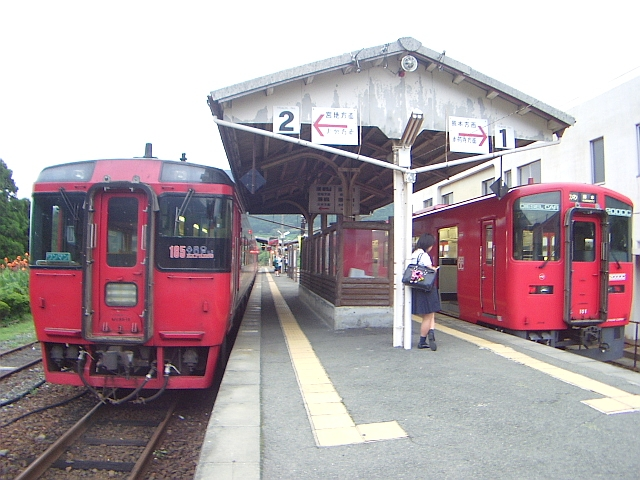
JRホーム（震災前） 優等列車も停車する
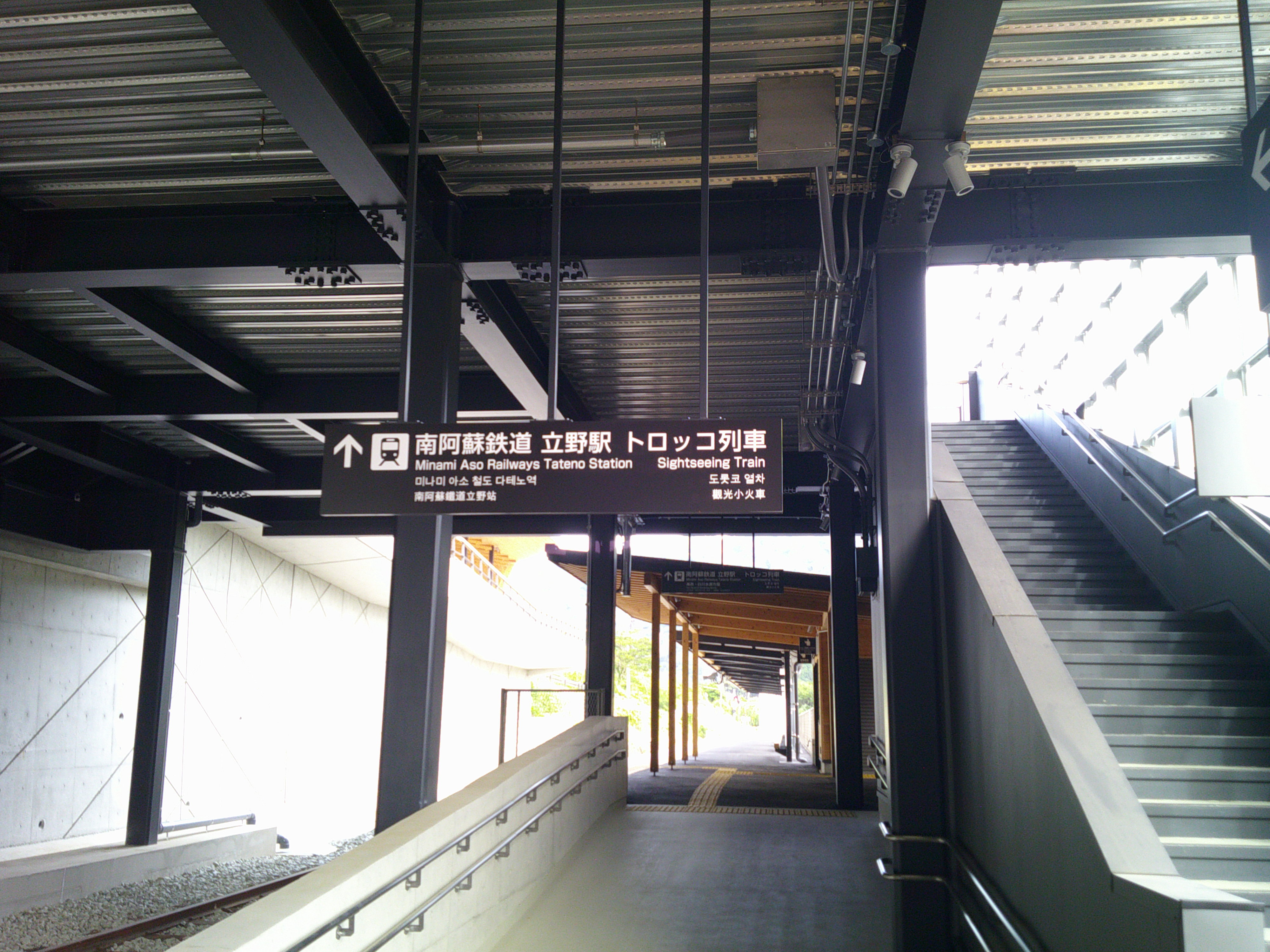
2023年7月15日より運用開始した南阿蘇鉄道・立野駅ホーム入口
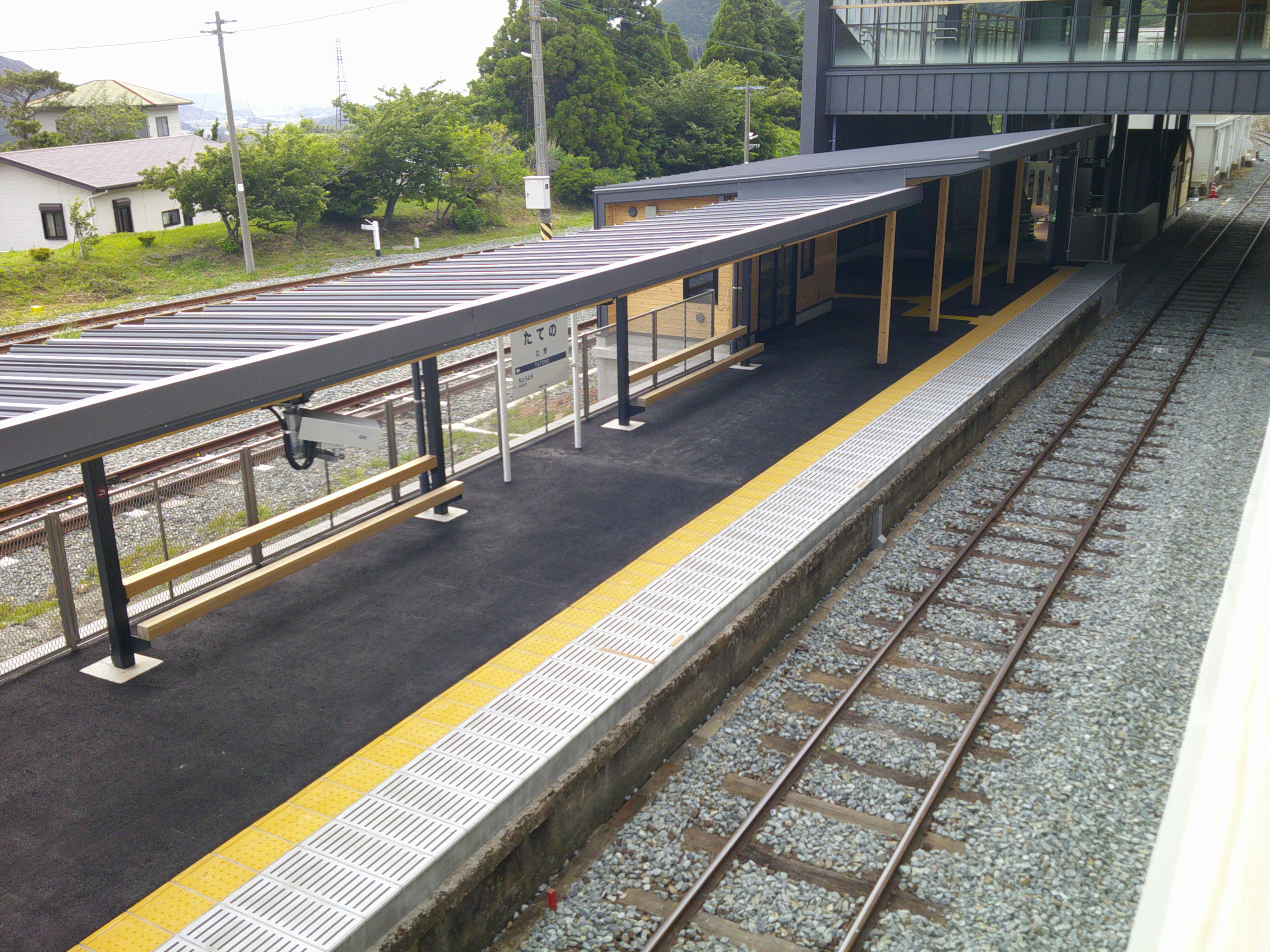
2023年7月15日より運用開始した南阿蘇鉄道・立野駅ホーム
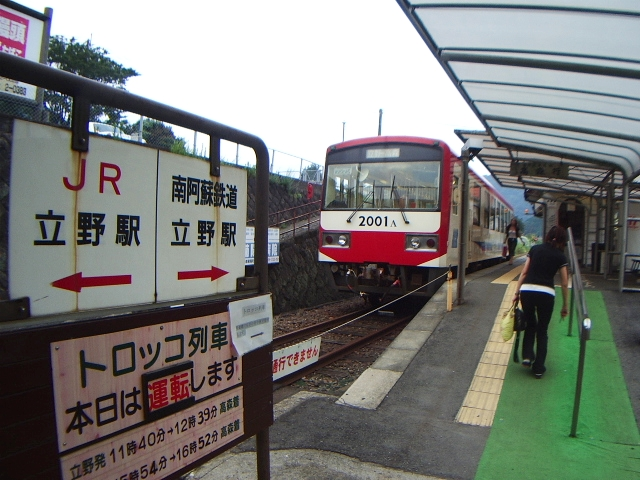
南阿蘇鉄道ホーム（震災前） JRホームとは20mほど離れている
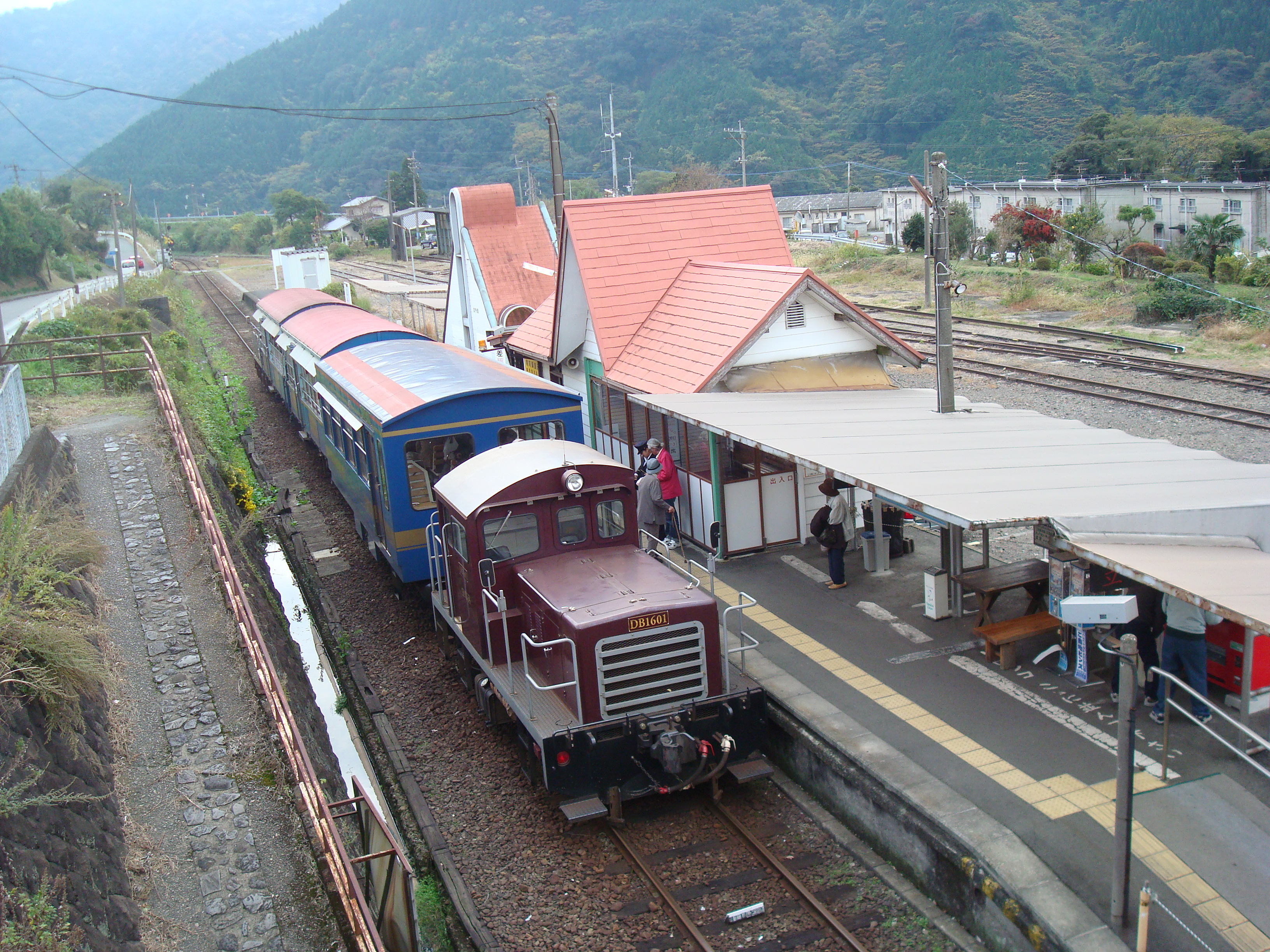
南阿蘇鉄道ホーム（震災前）
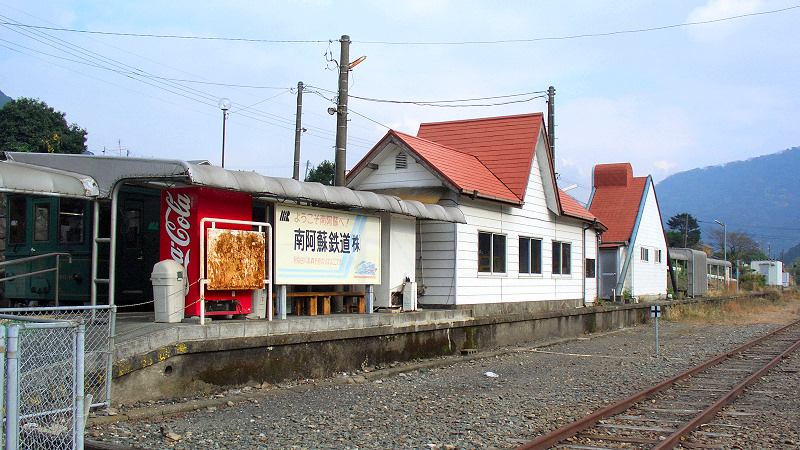
南阿蘇鉄道駅舎（解体済み）
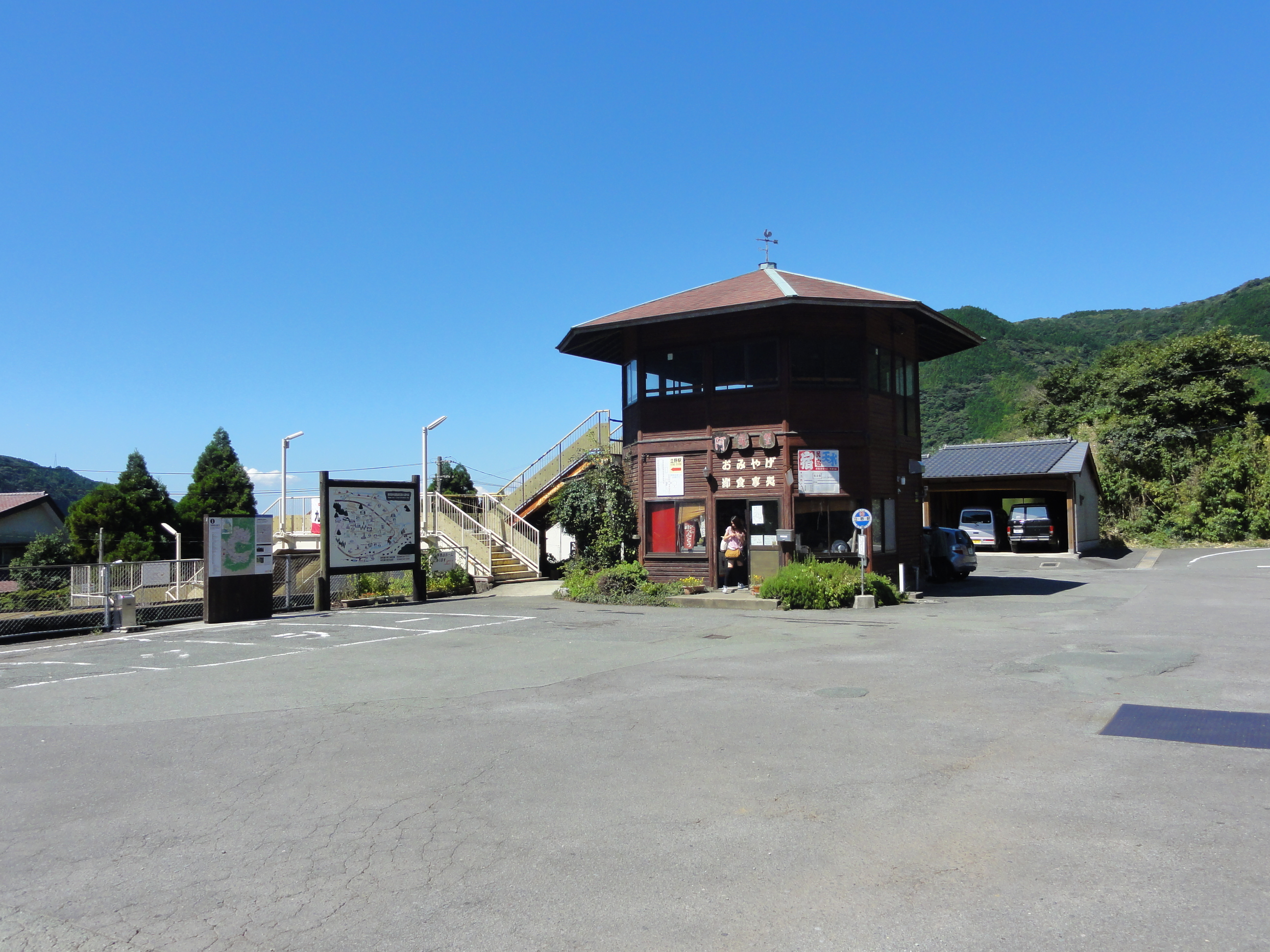
駅前広場には展望施設を備えた土産物屋があった（解体後の現在は駅舎が建っている）。
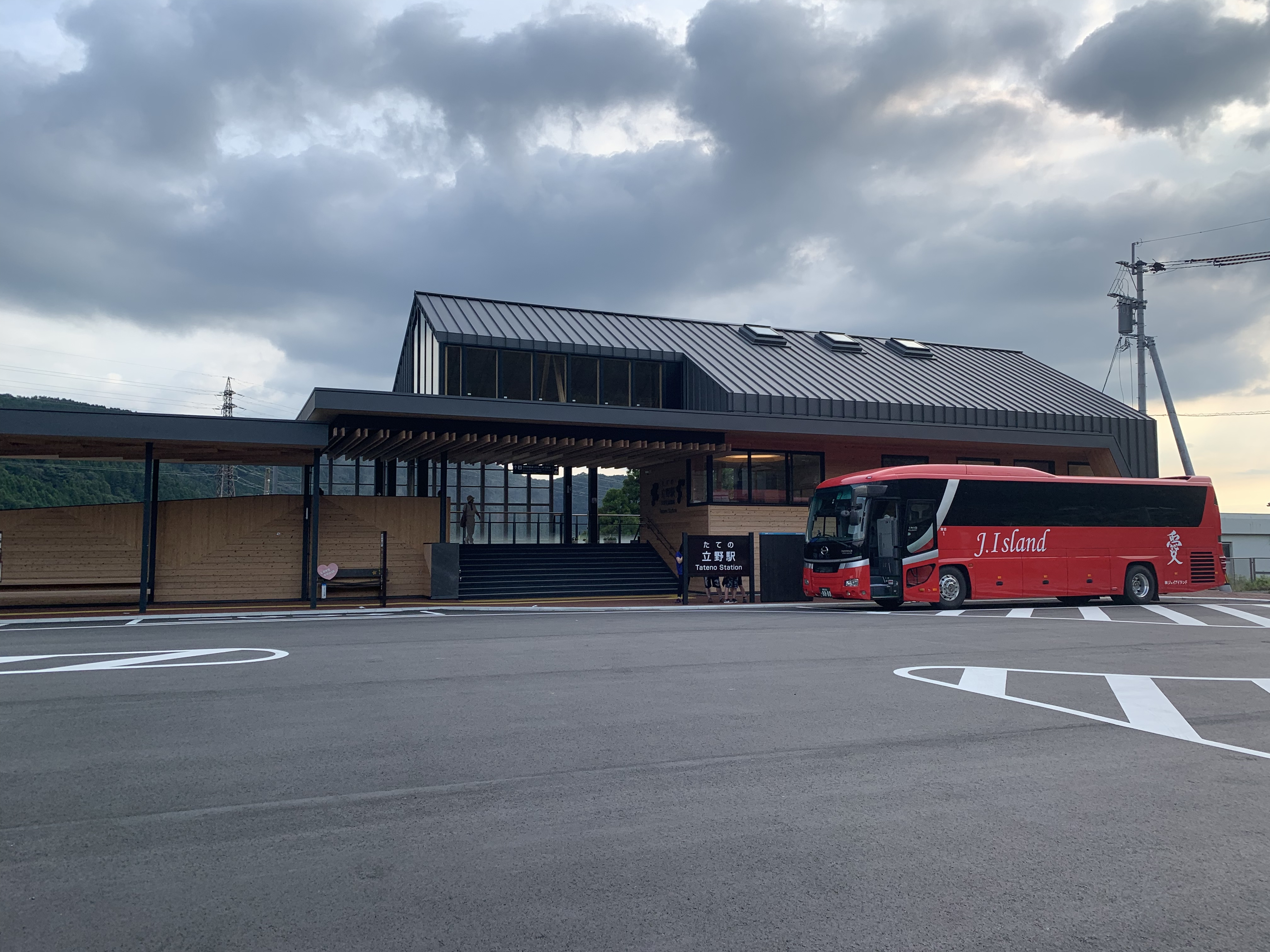
三代目駅舎
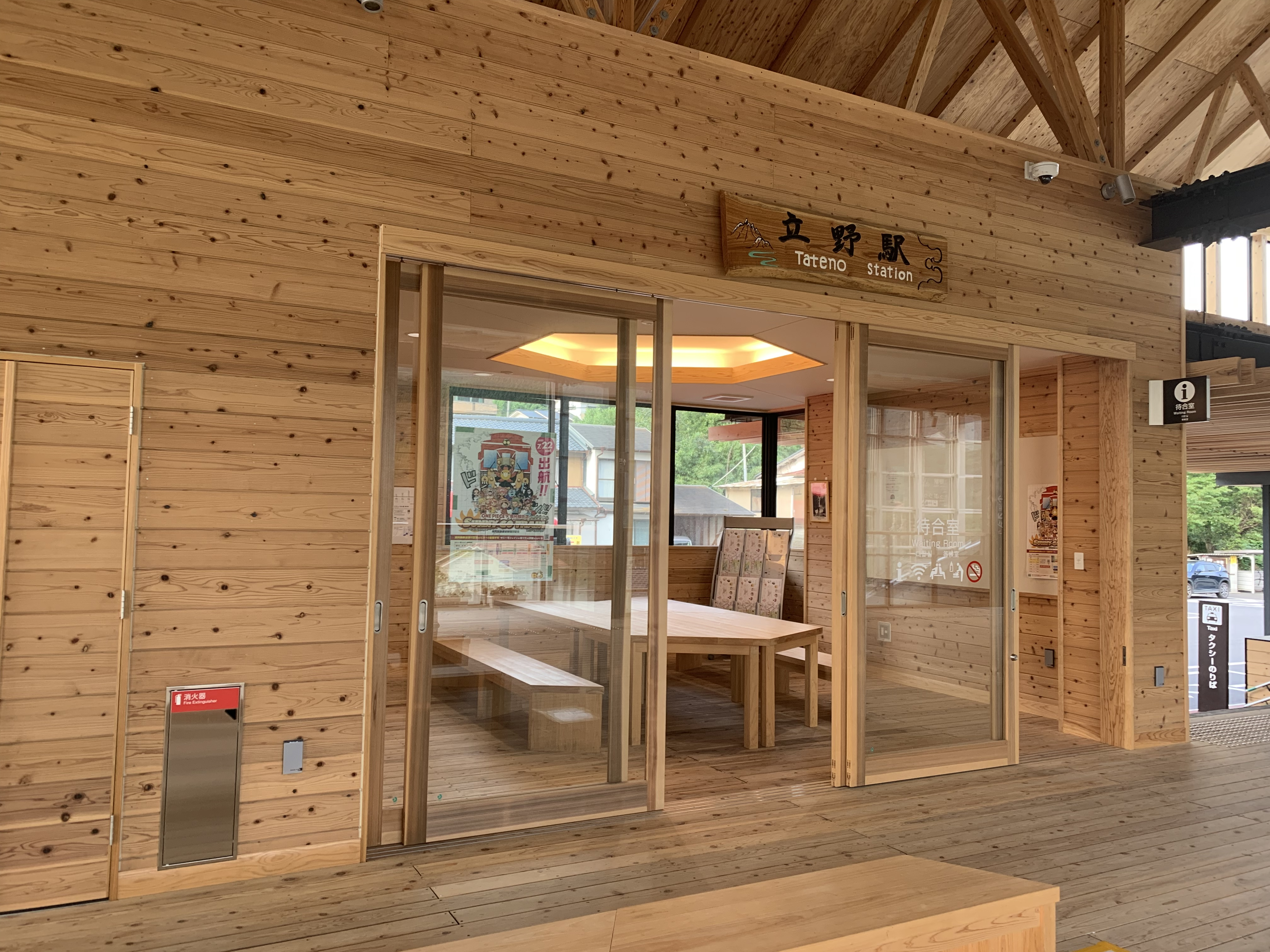
待合室（三代目駅舎内）

## 利用状況
南阿蘇鉄道
近年の一日平均乗降人員の推移は下記のとおり。
| 年度   | 1日平均 乗車人員 | 1日平均 乗降人員 |
| ------ | ---------------- | ---------------- |
| 2011年 | 338              | 674              |
| 2012年 | 309              | 618              |
| 2013年 | 330              | 658              |
| 2014年 | 332              | 664              |
| 2015年 | 369              | 736              |
| 2016年 | 営業休止         | 営業休止         |
| 2017年 | 営業休止         | 営業休止         |

## 駅周辺
- 阿蘇立野ダム
- 東海大学阿蘇実習フィールド（旧・阿蘇キャンパス）
  - 熊本地震震災遺構（地表地震断層、旧・阿蘇キャンパス1号館建物）[21]
  - 園内にONE PIECE 熊本復興プロジェクトにて登場キャラ「ニコ・ロビン」の銅像が置かれている
- 九州電力 黒川第一発電所
- 阿蘇北向谷原始林
- 立野郵便局
- ニコニコ屋（ニコニコ饅頭本舗） - 1907年（明治40年）に大津町陣内で創業し、1916年（大正5年）に当駅開業に合わせて駅前に移転した[22]。酒まんじゅうが名物で、1955年（昭和30年）頃には駅のプラットホームなどで販売し、最盛期には一日平均約3,000個を売り上げていた[22]。現在は駅前で販売している[22]。
- おべんとうのヒライ阿蘇立野店 - 熊本ローカルグルメ「ちくわサラダ」発祥の店舗として知られている[23]。
- 国道57号 [1]
- 熊本県道174号立野停車場線 - 駅前起点、数百メートル先の国道へ繋ぐ道路。

## バス路線
最寄のバス停は駅前にある「立野駅」停留所。運行は産交バスが行って、南阿蘇村内・高森町を結んでいる。
- ゆるっとバス（白水コース） - 高森中央行き

### 過去
- 2016年の熊本地震前までは阿蘇市を経由して大分市とを結ぶ特急「やまびこ号」や、黒川温泉・由布市・別府市とを結ぶ「九州横断バス」が駅から程近い国道57号の「立野」停留所に停車しており、南阿蘇地区との乗り換えの利便性が図られていたが、熊本地震の影響によって休止され、以降現道復旧後も「立野」停留所へは停車しないままとなっている。

- 2023年7月15日までは当停留所始発着の下記系統があったが、路線系統が整理縮小された。
  - 快速南郷ライナー - 高森中央行き ※路線廃止
  - ゆるっとバス（久木野コース） - 高森中央行き　※路線縮小による長陽駅前・立野駅間の運行廃止
  - ゆるっとバス（立野循環コース） - 震災遺構（旧・東海大学）・阿蘇ファームランド経由立野駅行き ※路線廃止

## 隣の駅
九州旅客鉄道（JR九州）
■豊肥本線
- 特急「九州横断特急」「あそぼーい!」」停車駅

■普通
赤水駅 - 立野駅 - 瀬田駅
南阿蘇鉄道
■高森線
瀬田駅（豊肥本線） - 立野駅 - 長陽駅